# Rustfarvet fingerbøl
Rustfarvet fingerbøl (Digitalis ferruginea)er en art af blomstrende plante i familien Plantaginaceae (Vejbred-familien). Den er hjemmehørende i Ungarn, Rumænien, Tyrkiet og Kaukasus. Det er en biennisk eller kortlivet flerårig, der vokser til 1,2 meter, som danner en roset af aflange mørkegrønne blade og bærer aks af brune, rørformede blomster om sommeren.
Den latinske artsnavn ferruginea betyder rustfarvet, hvilket henviser til blomsterne.
Som med alle arter af fingerbøl kan alle dele af denne plante forårsage alvorligt ubehag og opkastninger, hvis de spises. Kontakt med bladene kan også forårsage en allergisk reaktion.